# Чармах
Чармах или ранее Чермахой — воссоздаваемое село в Урус-Мартановском районе Чеченской Республики России.
Рядом находился ранее покинутый аул (село) в Галанчожском районе.

## География
Расположено к востоку от села Галанчож.

## Название
Название связано с родовой ветвью тайпа Нашхой — Чармахой.

## История
Село Чармах было ликвидировано в 1944 году во время депортации чеченцев. После восстановления Чечено-Ингушской АССР чеченцам было запрещено возвращаться в свои исконные районы: Галанчожский, Шатойский и Итум-Калинский.
В конце 2022 года в Урус-Мартановском районе Чеченской Республики было принято решение образовать новые (воссоздать) сёла, в том числе Чармах — рядом с прежним селением Чармах (Чермахой, Чермхой).